# 松本大輔 (サッカー選手)
松本 大輔（まつもと だいすけ、1998年9月10日 - ）は、埼玉県春日部市出身のプロサッカー選手。Jリーグ・ツエーゲン金沢所属。ポジションはディフェンダー（DF）。

## 略歴
帝京第三高校では2年次に全国高等学校サッカー選手権大会に出場した。高校卒業後は中央大学に進学。2020年2月、2021年からのサガン鳥栖加入内定、ならびに特別指定選手承認が発表された。
2021年よりサガン鳥栖に正式加入。3月3日、ルヴァンカップ・グループA第1節の鹿島アントラーズ戦で先発出場しプロデビュー。4月7日、J1第8節の川崎フロンターレ戦で途中出場からJリーグデビューを果たした。
2022年、ツエーゲン金沢に期限付き移籍。3月19日、J2第5節のブラウブリッツ秋田戦でJリーグ初ゴールを挙げ、チームの勝利に貢献した。同年12月、移籍期間満了に伴い退団。
2023年、レノファ山口FCに期限付き移籍。
2023年8月3日に山口との期限付き移籍を解除し、FC町田ゼルビアへの完全移籍が発表された。
2025年はツエーゲン金沢へ完全移籍。

## 所属クラブ
- S.T.F.C.
- 帝京第三高等学校
- 中央大学
  - 2020年  サガン鳥栖（JFA・Jリーグ特別指定選手）
- 2021年 - 2023年8月  サガン鳥栖
  - 2022年  ツエーゲン金沢（期限付き移籍）
  - 2023年 - 同年8月  レノファ山口FC（期限付き移籍）
- 2023年8月 - 2024年  FC町田ゼルビア
- 2025年 -  ツエーゲン金沢

## 個人成績
| 国内大会個人成績 | 国内大会個人成績 | 国内大会個人成績 | 国内大会個人成績 | 国内大会個人成績             | 国内大会個人成績 | 国内大会個人成績 | 国内大会個人成績 | 国内大会個人成績 | 国内大会個人成績 | 国内大会個人成績 | 国内大会個人成績 |
| 年度             | クラブ           | 背番号           | リーグ           | リーグ戦                     | リーグ戦         | リーグ杯         | リーグ杯         | オープン杯       | オープン杯       | 期間通算         | 期間通算         |
| 年度             | クラブ           | 背番号           | リーグ           | 出場                         | 得点             | 出場             | 得点             | 出場             | 得点             | 出場             | 得点             |
| 日本             | 日本             | 日本             | 日本             | リーグ戦                     | リーグ戦         | リーグ杯         | リーグ杯         | 天皇杯           | 天皇杯           | 期間通算         | 期間通算         |
| ---------------- | ---------------- | ---------------- | ---------------- | ---------------------------- | ---------------- | ---------------- | ---------------- | ---------------- | ---------------- | ---------------- | ---------------- |
| 2021             | 鳥栖             | 39               | J1               | 2                            | 0                | 6                | 0                | 0                | 0                | 8                | 0                |
| 2022             | 金沢             | 4                | J2               | 20                           | 2                | -                | -                | 0                | 0                | 20               | 2                |
| 2023             | 山口             | 5                | J2               | 14                           | 0                | -                | -                | 1                | 0                | 15               | 0                |
| 2023             | 町田             | 47               | J2               | 4                            | 0                | -                | -                | -                | -                | 4                | 0                |
| 2024             | 町田             | 55               | J1               | 0                            | 0                | 1                | 0                | 0                | 0                | 1                | 0                |
| 2025             | 金沢             | 4                | J3               |                              |                  |                  |                  |                  |                  |                  |                  |
| 通算             | 日本             | 日本             | J1               | 2                            | 0                | 7                | 0                | 0                | 0                | 9                | 0                |
| 通算             | 日本             | 日本             | J2               | 38                           | 2                | -                | -                | 1                | 0                | 39               | 2                |
| 通算             | 日本             | 日本             | J3               | \|\|\|\|\|\|\|\|\|\|\|\|\|\| |                  |                  |                  |                  |                  |                  |                  |
| 総通算           | 総通算           | 総通算           | 総通算           | 40                           | 2                | 7                | 0                | 1                | 0                | 48               | 2                |

- 2020年 特別指定選手としての出場無し

- Jリーグ初出場 - 2021年4月7日 J1 第8節 川崎フロンターレ戦（等々力陸上競技場）
- Jリーグ初得点 - 2022年3月19日 J2 第5節 ブラウブリッツ秋田戦（ソユースタジアム）